# دیو کرامپتون
دیو کرامپتون (انگلیسی: Dave Crampton؛ زادهٔ ۹ ژوئن ۱۹۴۹) بازیکن فوتبال اهل بریتانیا است.
از باشگاه‌هایی که در آن بازی کرده‌است می‌توان به باشگاه فوتبال بلکبرن روورز و باشگاه فوتبال دارلینگتون اشاره کرد.